# Philipp Dittberner

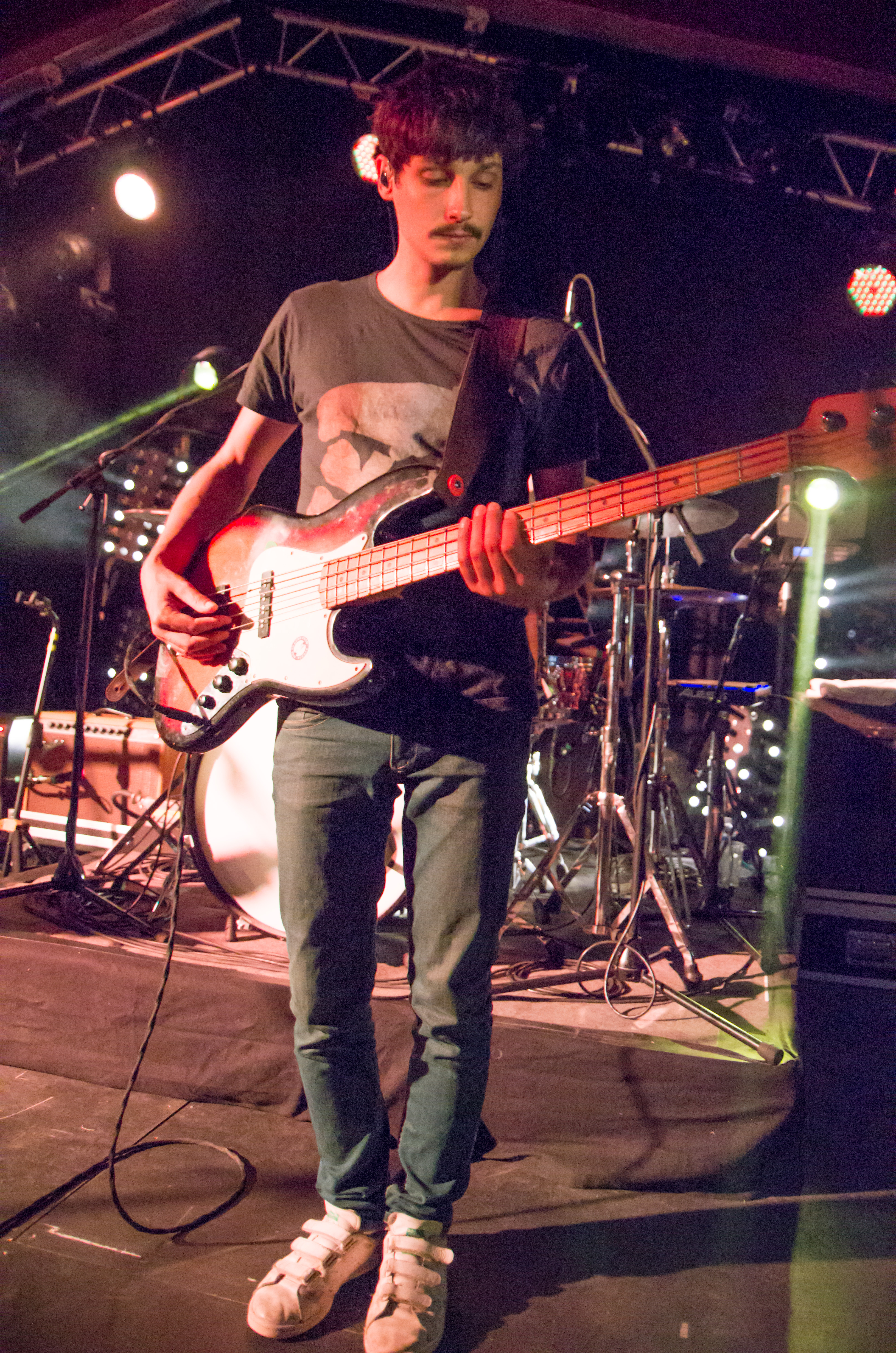
Zelt-Musik-Festival en 2016 à Fribourg-en-Brisgau, Allemagne

Phillipp Dittberner est un chanteur allemand né en 1990 à Berlin.

## Biographie
Philipp Dittberner est né à Berlin. Il a été membre du chœur de l'Opéra allemand de Berlin. Depuis fin 2012, il publie ses chansons sur la plate-forme de musique SoundCloud. Début 2015, il écrit la chanson Wolke 4 composée par le compositeur hanovrien, Marv (Marvin Webb). Wolke 4 est son premier single et se classe 7e des charts allemands, 6e des charts autrichiens et 20e des charts suisses.

## Discographie

### Albums studio
- 2015: 2:33 (#12 en Allemagne)

### Singles
| Année | Titre               | Classement des ventes | Classement des ventes | Classement des ventes | Album |
| Année | Titre               | ALL                   | AUT                   | SUI                   | Album |
| ----- | ------------------- | --------------------- | --------------------- | --------------------- | ----- |
| 2015  | Wolke 4 (avec Marv) | 7                     | 6                     | 20                    | 2:33  |
| 2015  | Das ist dein Leben  | 31                    | -                     | -                     | 2:33  |